# Numakaze (tàu khu trục Nhật)
Numakaze (tiếng Nhật: 沼風) là một tàu khu trục hạng nhất của Hải quân Đế quốc Nhật Bản được chế tạo ngay sau khi kết thúc Chiến tranh Thế giới thứ nhất, là chiếc thứ ba cũng là chiếc cuối cùng của lớp phụ Nokaze bao gồm ba chiếc được cải tiến dựa trên lớp Minekaze. Chúng là những tàu khu trục hàng đầu của Hải quân Nhật trong những năm 1930, nhưng đã bị xem là lạc hậu vào lúc nổ ra Chiến tranh Thái Bình Dương, Numakaze hầu như chỉ đảm trách vai trò tuần tra và hộ tống cho đến khi bị tàu ngầm Mỹ Grayback đánh chìm tại Okinawa vào ngày 18 tháng 12 năm 1943.

## Thiết kế và chế tạo
Việc chế tạo lớp tàu khu trục kích thước lớn Minekaze được chấp thuận như một phần trong Chương trình Hạm đội 8-4 của Hải quân Đế quốc Nhật Bản trong giai đoạn năm tài chính 1917 với chín chiếc, và năm tài chính 1918 với thêm sáu chiếc bổ sung. Tuy nhiên, ba chiếc cuối cùng trong năm tài chính 1918 được chế tạo với một thiết kế cải tiến có kiểu dáng bên ngoài khác biệt đến mức nhiều tác giả xếp chúng thành một lớp phụ riêng biệt.
Numakaze, chiếc thứ ba trong lớp phụ Nokaze, được chế tạo tại Xưởng hải quân Maizuru. Nó được đặt lườn vào ngày 10 tháng 8 năm 1921; được hạ thủy vào ngày 25 tháng 2 năm 1922; và được đưa ra hoạt động vào ngày 24 tháng 7 năm 1922.

## Lịch sử hoạt động
Sau khi hoàn tất, Numakaze được điều về Quân khu Hải quân Yokosuka, nơi nó cùng với các tàu khu trục chị em Nokaze, Namikaze và Kamikaze (soái hạm) được tập trung để hình thành nên Hải đội Khu trục 1 (第一駆逐艦). Trong những năm 1938-1939, hải đội này được phân công tuần tra tại khu vực bờ biển Bắc và Trung của Trung Quốc nhằm hỗ trợ cho những nỗ lực của quân Nhật trong cuộc Chiến tranh Trung-Nhật.
Vào lúc xảy ra cuộc tấn công Trân Châu Cảng, Numakaze đặt căn cứ tại Quân khu Bảo vệ Ōminato về phía Bắc Nhật Bản, đảm trách nhiệm vụ tuần tra vùng biển ngoài khơi đảo Hokkaidō và quần đảo Kurile.
Trong khi diễn ra trận Midway vào tháng 5 năm 1942, Namikaze được phân về lực lượng dự trữ dành cho Chiến dịch quần đảo Aleut, nhưng đã không rời khỏi vùng biển nội địa Nhật Bản. Sau đó nó quay lại công tác tuần tra ngoài khơi Ōminato cho đến tháng 7 năm 1943, nơi mà khu vực tuần tra được mở rộng bao gồm hầu hết đảo Honshū về phía Nam đến tận vịnh Ise. Vào tháng 7, nó tạm thời được điều về Hạm đội 5 Hải quân Đế quốc Nhật Bản hỗ trợ cho việc triệt thoái lực lượng Nhật Bản khỏi Kiska. Nó bị hư hại trong một vụ va chạm với tàu khu trục Shirakumo. Numakaze tiếp tục đặt căn cứ tại Ōminato đảm trách tuần tra và hộ tống vận tải tại vùng biển phía Bắc cho đến tháng 12 năm 1943.
Vào tháng 12 năm 1943, Numakaze được điều về Hạm đội Liên Hợp, khởi hành vào ngày 5 tháng 12 từ Moji như một đơn vị của Hải đội Hộ tống Tàu nổi 1 bảo vệ một đoàn tàu vận tải đi đến Đài Loan. Tuy nhiên, vào ngày 18 tháng 12 năm 1943, Numakaze trúng phải ngư lôi phóng từ tàu ngầm Mỹ USS Grayback (SS-208) về phía Đông Đông Bắc Naha, Okinawa ở tọa độ 26°29′B 128°26′Đ / 26,483°B 128,433°Đ. Chiếc tàu khu trục bị chìm với tổn thất toàn bộ thủy thủ đoàn, trong số đó có cả Thuyền trưởng, Đại tá Hải quân Watanabe Yasumasa, kiêm nhiệm Tư lệnh Hải đội Khu trục 1.
Numakaze được rút khỏi danh sách Đăng bạ Hải quân vào ngày 5 tháng 2 năm 1944.

## Danh sách thuyền trưởng
- Trung tá Kyosuke Yanagisawa (sĩ quan trang bị trưởng): 10 tháng 6 năm 1922 - 24 tháng 7 năm 1922
- Trung tá Kyosuke Yanagisawa: 24 tháng 7 năm 1922 - 10 tháng 11 năm 1922
- Thiếu tá Yoshio Okubo: 10 tháng 11 năm 1922 - 1 tháng 7 năm  1923
- Thiếu tá Shichiro Kurata: 1 tháng 7 năm 1923 - 1 tháng 12 năm 1924 (thăng Trung tá)
- Thiếu tá Keijiro Goga: 1 tháng 12 năm 1924 - 1 tháng 12 năm 1925
- Thiếu tá Toraji Hidai: 1 tháng 12 năm 1925 - 1 tháng 12 năm 1926
- Thiếu tá Keisuke Chigusa: 1 tháng 12 năm 1926 - 1 tháng 12 năm 1927
- Thiếu tá Aritomo Goto: 1 tháng 12 năm 1927 - 11 tháng 7 năm 1928
- Trung tá Tsunemitsu Yoshida: 11 tháng 7 năm 1928 - 10 tháng 12 năm 1928
- Thiếu tá Saichiro Tomonari: 10 tháng 12 năm 1928 - 15 tháng 11 năm 1929
- Thiếu tá Tamotsu Takama: 15 tháng 11 năm 1929 - 1 tháng 12 năm 1931 (thăng Trung tá)
- Thiếu tá Shakao Sakiyama: 1 tháng 12 năm 1931 - 12 tháng 2 năm 1932
- Thiếu tá Yoshioki Tawara: 12 tháng 2 năm 1932 - 1 tháng 5 năm 1933
- Thiếu tá Hiroshi Imazato: 1 tháng 5 năm 1933 - 15 tháng 11 năm 1933
- Trung tá Tsutomu Ogata: 15 tháng 11 năm 1933 - 22 tháng 10 năm 1934
- Thiếu tá Katsuo Shiba: 22 tháng 10 năm 1934 - 25 tháng 2 năm 1935 (thăng Thiếu tá 15 tháng 11 năm 1934)
- Thiếu tá Chonosuke Murakami: 25 tháng 2 năm 1935 - 15 tháng 11 năm 1935 (thăng Trung tá)
- Trung tá Tadashi Maeda: 15 tháng 11 năm 1935 - 1 tháng 12 năm 1936
- Thiếu tá Nobuo Konno: 1 tháng 12 năm 1936  - 1 tháng 12 năm 1937
- Thiếu tá Tokujiro Fukuoka: 1 tháng 12 năm 1937  - 15 tháng 12 năm 1938 (thăng Trung tá 15 tháng 11 năm 1938)
- Lực lượng dự bị: 15 tháng 12 năm 1938 - 15 tháng 5 năm 1939
- Thiếu tá Akira Ikeda: 15 tháng 5 năm 1939 - 3 tháng 2 năm 1940
- Thiếu tá Hajime Takeuchi: 3 tháng 2 năm 1940 - 15 tháng 10 năm 1940
- Thiếu tá Kazue Maekawa: 15 tháng 10 năm 1940 - 1 tháng 10 năm 1941
- Thiếu tá Kamesaburou Yamagami: 1 tháng 10 năm 1941 - 15 tháng 11 năm 1942
- Thiếu tá Keiji Koeu: 15 tháng 11 năm 1942 - 17 tháng 5 năm 1943
- Đại tá Kiichiro Wakida: 17 tháng 5 năm 1943 - 2 tháng 6 năm 1943
- Thiếu tá Masamichi Yamashita: 2 tháng 6 năm 1943 - 3 tháng 12 năm 1943
- Đại tá Yasumasa Watanabe: 3 tháng 12 năm 1943 - 18 tháng 12 năm 1943 (tử trận, được truy thăng Chuẩn Đô đốc)